# 莫侯悌眷
莫侯悌眷（？—？），五胡十六国西秦乞伏归时大臣，姓莫侯。
386年，莫侯悌眷与南安（今甘肃省陇西县）人秘宜率领他们的三万多户部众投降了乞伏国仁，乞伏国仁给秘宜授官东秦州刺史，给莫侯悌眷授官梁州刺史。388年，河南王乞伏乾归设置文武百官，任命南川侯出连乞都为丞相，梁州刺史莫侯悌眷为御史大夫，金城人边芮为左长史，东秦州刺史秘宜为右长史，武始人翟勍为左司马，略阳人王松寿为主簿，堂弟乞伏轲弹为梁州牧，弟弟乞伏益州为秦州牧，乞伏屈眷为河州牧。